# Moulay Slissen
Moulay Slissen (în arabă مولاى سليسن) este o comună din provincia Sidi Bel Abbès, Algeria.
Populația comunei este de 5.672 de locuitori (2008).